# Москворецкий район
Москворецкий район — бывший район в Москве.

## Описание
Здание райисполкома и РК КПСС находилась по адресу: улица Бахрушина, дом 20. Река Москва граничит с районом с северо-востока до юга. Территория находится от Москворецкой набережной до Даниловской набережной.
Общая площадь 891 гектар. Площадь лесмассива 283 гектара, воды 55 гектар. Количество жителей района на 1978 год 121 тысяча.
Главные дороги: улицы Пятницкая, Люсиновская, Большая Серпуховская, Новокузнецкая и Дубининская.

## История
Земля застроена в XIX веке и в начале XX века. Административно-территориальная единица создана в 1917 году под названием Замоскворецкий район. В 1930 году переименован в Москворецкий. В 1977 году расширен.
История района тесно связана с историей революции. Так в январе 1894 года В. И. Ленин встретился с марксистами Москвы в квартире А. Н. Винокурова, адрес: Большой Овчинниковский переулок, дом 17/1. Эта сходка имеет большую цену в продвижении идей социал-демократов в городе. С 1905 года по 1907 год рабочие, жившие здесь, участвовали в революции. Во время революции 1917 года здесь шли кровавые бои. Ленин часто выступал с речью на рабочих производствах района. 30 августа 1918 произошло покушение на Владимира Ильича, у завода Михельсона, после митинга. В память этого события перед зданием возведён обелиска и памятник. 23 января 1924 года Павелецкий вокзал принимал поезд с останками Ленина. Здесь собрана 17 дивизия народного ополчения во время Великой Отечественной войны.
В 1978 года площадь жилфонда равнялась 1998,5 тысяч метров квадратных, в местности располагалось 90 рабочих производств, из которых заводы: координатно-расточных станков, Дербенёвский химический и Насосный, фабрики: Первая ситценабивная, «Парижская Коммуна» — и 1-я Образцовая типография; 50 научно исследовательских институтов, проектные организации, КБ: Гипровуз, Союзкурортпроект, НИИ кожевенно-обувной промышленности; 3 вуза: Инженерно-строительный институт, институт народного хозяйства, Технологический институт лёгкой промышленности; 30 школ, 60 дошкольных образований, 12 больниц, 30 поликлиник, 114 продуктовых, 46 промышленных, 2 универмага, 300 точек общепита, культурные организации: филиал Малого театра, Павильон-музей «Траурный поезд В. И. Ленина», Театральный музей, Центральная библиотека для слепых, 56 библиотек, 3 кинотеатра, 16 ДК.